# Xenoschesis solitaria
Xenoschesis solitaria är en stekelart som först beskrevs av Davis 1897.  Xenoschesis solitaria ingår i släktet Xenoschesis och familjen brokparasitsteklar. Inga underarter finns listade i Catalogue of Life.